# Rabal (Oimbra)
Rabal (llamada oficialmente Santo André de Rabal) es una parroquia y un lugar del municipio español de Oimbra, en la provincia de Orense, Galicia.

## Toponimia
La parroquia también es conocida por el nombre de San Andrés de Rabal.

## Geografía
Situado a una altitud de 360 m. Su término es traspasado íntegramente de norte a sur por el río Támega, con naciente en las proximidades de la sierra de San Mamede. El punto más alto de Rabal es "Outeiro da Vela" (478,5 metros sobre el nivel del mar)
La temperatura media anual es de 14 °C pero la amplitud térmica es de 15 °C lo que da al clima un matiz continental.

## Organización territorial
La parroquia está formada por dos entidades de población:
- Rabal
- O Terrón

## Demografía

### Parroquia
| Gráfica de evolución demográfica de Rabal (parroquia) entre 2000 y 2023 |
|                                                                         |
| Datos según el nomenclátor publicado por el INE.                        |

### Lugar
| Gráfica de evolución demográfica de Rabal (lugar) entre 2000 y 2023 |
|                                                                     |
| Datos según el nomenclátor publicado por el INE.                    |

## Festividades
- Fiesta de San Antonio, el 13 de junio. Este santo es el segundo patrón de Rabal.

- Fiesta de la Virgen de las Flores. El último fin de semana de agosto tiene lugar la fiesta grande de Rabal durante el fin de semana se organizan competiciones de trial, lanzamiento de hueso de aceituna, juegos infantiles y verbena el sábado y el domingo hasta altas horas de la madrugada, en la verbena del domingo se suele preparar chocolate y queimada.

- Fiesta de San Andrés, el 30 de noviembre. Este santo es el patrón de Rabal y es tradición hacer una chocolatada para todo el pueblo alrededor de una hoguera amenizado todo con músicos del pueblo, licor café y queimada.